# Mary Kay
Mary Kay Inc. é uma empresa americana de marketing multinível privada. Segundo a Direct Selling News, a Mary Kay foi a sexta maior empresa de marketing de rede do mundo em 2018, com um volume de vendas por atacado de US$ 3,25 bilhões. A Mary Kay tem sede em Addison, no Texas. A empresa foi fundada por Mary Kay Ash em 1963. Richard Rogers, filho de Ash, é o presidente, e Ryan Rogers, neto de Ash, foi nomeado CEO em 2022.

## História
A partir de 1963, com 318 consultores e vendas de US$198.154, a empresa ultrapassou US$500 milhões em vendas através de 220.000 consultores até 1991. Em 1995, suas vendas haviam crescido para US$950 milhões, incluindo US$25 milhões na Rússia. Até 2017, a expansão multinacional contínua da Mary Kay havia levado suas vendas a crescerem para US$3,7 bilhões, com 2,5 milhões de consultores, 39.000 diretores e 600 diretores nacionais. Em março de 2020, a Mary Kay encerrou suas operações na Austrália e na Nova Zelândia.
Em novembro de 2022, David Holl, CEO da empresa desde 2006, se aposentou após quase 30 anos na empresa e permaneceu como presidente do conselho da Mary Kay. Em novembro de 2022, Ryan Rogers foi nomeado CEO.

## Modelo de negócios

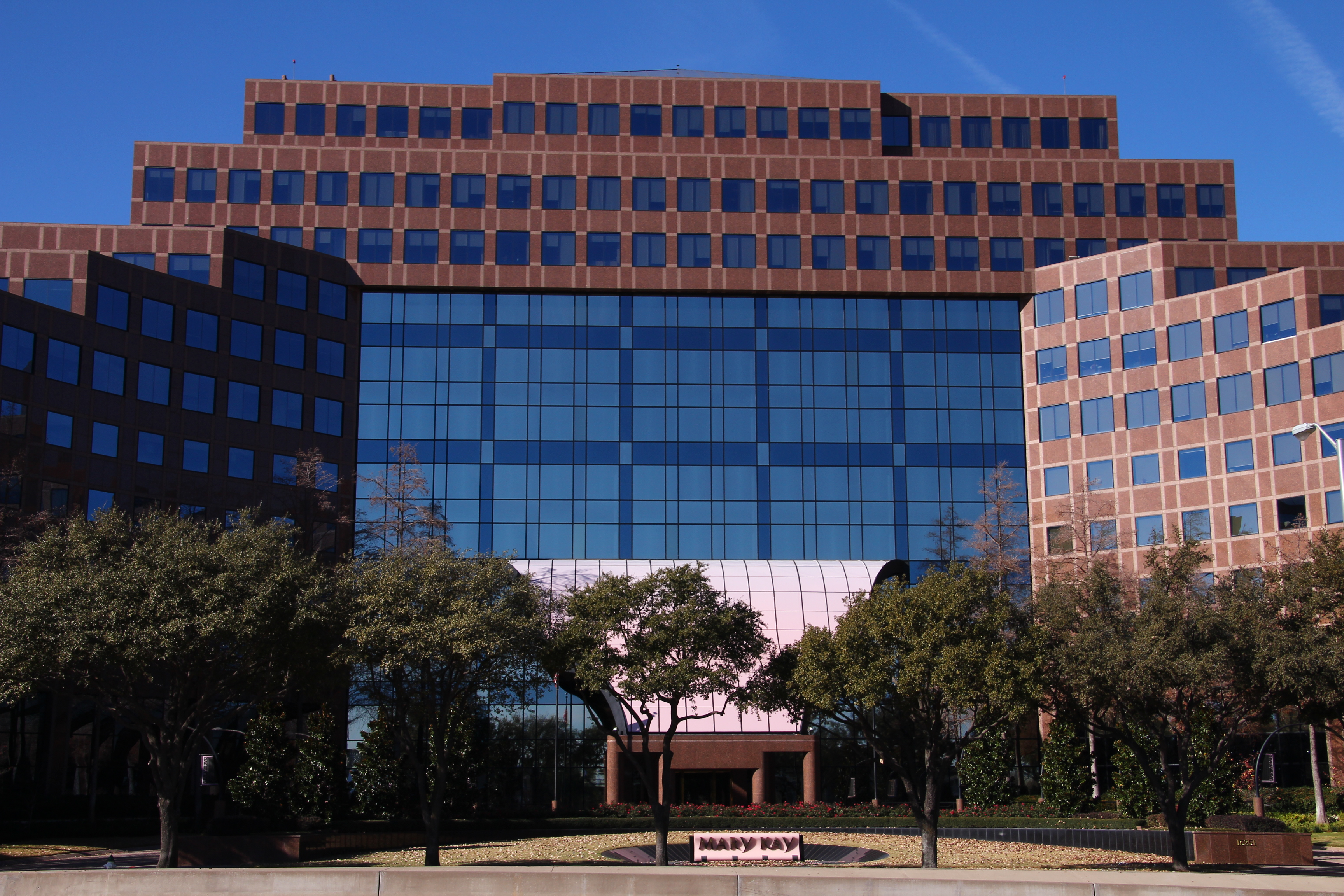
Sede corporativa da Mary Kay em Addison, Texas.

A Mary Kay vende cosméticos através de um modelo de marketing multinível. Os distribuidores Mary Kay, chamados de consultores de beleza, podem potencialmente gerar renda vendendo diretamente para pessoas em sua comunidade e também recebem uma comissão quando recrutam outros para começar a vender em sua rede de distribuição. Os distribuidores Mary Kay devem comprar um kit inicial de $ 100 para se qualificar. A Mary Kay divulga poucos detalhes sobre a renda média de seus vendedores.
Começando em 1963 com 318 consultores e vendas de $ 198.154, a empresa ultrapassou $ 500 milhões em vendas através de 220.000 consultores em 1991. Em 1995, suas vendas aumentaram para US$ 950 milhões, incluindo US$ 25 milhões na Rússia. Em 2017, a contínua expansão multinacional da Mary Kay viu suas vendas crescerem para US$ 3,7 bilhões com 2,5 milhões de consultores, 39.000 diretores e 600 diretores nacionais.

### Plantas de manufatura
A principal fábrica da empresa fica em Dallas, Texas. Uma segunda fábrica foi inaugurada em Hangzhou, na China, para fabricar e embalar produtos para esse mercado. Uma terceira fábrica foi aberta em 1997, em La Chaux-de-Fonds, Suíça para o mercado europeu. A fábrica suíça foi fechada em 2003.

## Carros
Em 1968, Mary Kay Ash comprou o primeiro Cadillac rosa de uma concessionária de Dallas, onde foi repintado no local para combinar com o "Mountain Laurel Blush" em um Ash compacto carregado. O Cadillac serviu como um anúncio móvel para o negócio. No ano seguinte, Ash recompensou os cinco maiores vendedores da empresa com carros Coupe de Ville de 1970 pintados de forma semelhante. A GM pintou mais de 100.000 carros personalizados para a Mary Kay. A tonalidade específica variou ao longo dos anos, de chiclete a rosa perolado suave. A GM tinha um acordo exclusivo para vender carros da tonalidade específica apenas através da Mary Kay. Os carros são concedidos a Consultoras/Diretores de Beleza Independentes como arrendamentos de dois anos pagos pela empresa, e os Consultores/Diretores que optarem por comprar os carros ao final do período de locação de dois anos só podem revendê-los a revendedores autorizados. Após o término do contrato de locação, os carros são repintados antes de serem revendidos.

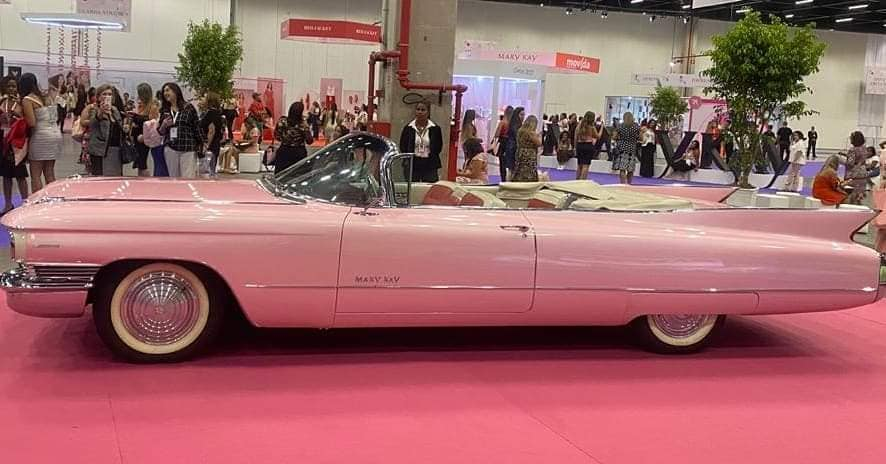
Mary Kay Pink Cadillac Conversível

A Mary Kay tem diferentes níveis de incentivo de carros para suas Consultoras. Consultoras e Diretoras de Beleza Independentes podem ganhar o uso de um Chevrolet Malibu prata ou uma compensação em dinheiro de $ 425 por mês. Os Diretores de Vendas Independentes também podem ganhar um Chevrolet Equinox preto, Chevrolet Traverse, Mini Cooper ou US$ 500 por mês. Os diretores de vendas independentes com melhor desempenho podem escolher entre o Cadillac XT5 ou XT6 rosa ou a opção em dinheiro de US$ 900 por mês. As qualificações específicas para ganhar o carro dependem do país e do veículo desejado. Se essas qualificações não forem atendidas, a Consultora/Diretora de Beleza Independente deverá pagar uma parte do aluguel do carro para aquele mês. O cumprimento das qualificações dá direito à Consultora/Diretora de Beleza Independente a não pagar aluguel mensal e 85% do seguro do carro, ou um prêmio de compensação em dinheiro pré-determinado. Em 2011, um Ford Mustang preto sólido foi introduzido como incentivo. Em 2014, um BMW preto foi introduzido em seu lugar, embora o Cadillac rosa continue sendo a principal recompensa para os Diretores Independentes cujas unidades compram mais de US$ 100.000 ou mais em produtos MK a preço de atacado em um ano. Internacionalmente, os carros disponíveis também variam dependendo das regiões e países.

## Ganhos para vendedores
Existem duas formas de as Consultoras de Beleza Independentes ganharem dinheiro na Mary Kay: recrutamento e vendas a retalho.

### Ganhos de comissão de recrutamento
"Ganho de comissão de recrutamento" reflete a comissão e bônus de 4,9 ou 13% que se ganha com as compras no atacado de produtos MK por sua equipe ou unidade. Estes bónus vêm diretamente da empresa Mary Kay e não da equipa das Consultoras de Beleza Independentes ou dos bolsos das unidades. Não inclui a receita de vendas no varejo nem a receita do negócio de ferramentas Mary Kay.

### Ganhos de vendas no varejo
As Consultoras de Beleza Independentes Mary Kay ganham um lucro bruto de 50% nos produtos que vendem a preço total de varejo. Não há rastreamento pela empresa de vendas reais. O valor cotado de US$ 1.057,14 por ano (2015) para a consultora média deriva da divisão das vendas anuais no atacado da Mary Kay Inc. pelo número de consultoras Mary Kay. Esse número não leva em conta devoluções de produtos, eBay, leilões, vendas com desconto e compras feitas por "consultores de uso pessoal" - tudo isso reduziria esse número.

### Taxa de rotatividade do consultor
Um valor de faturamento de 68,6% ao ano foi calculado com base em informações fornecidas pela Mary Kay (EUA) à Federal Trade Commission. Foi calculado um volume de negócios de 85% ao ano, com base nos dados fornecidos pela Mary Kay (Canadá). Esse documento exclui os indivíduos que ganham comissão e estão na empresa há menos de um ano. Também exclui os indivíduos que estão na empresa há mais de um ano, mas não recebem cheque de comissão.

## Casos de tribunal

### Woolf v.Cosméticos Mary Kay
O processo judicial de 2004 Woolf v. A Mary Kay Cosmetics argumentou que os direitos trabalhistas poderiam ser aplicados a contratados independentes que trabalhavam em casa. Esta decisão foi suspensa e depois revertida após recurso. A Suprema Corte negou certiorari em 31 de maio de 2005. Nesse caso, Woolf foi demitida de seu cargo de Diretora de Vendas Independente porque sua unidade deixou de produzir por três meses consecutivos. Woolf alegou que sua demissão era ilegal, porque ela sofria de câncer.

### Processos judiciais do liquidante
Em maio de 2008, a Mary Kay, Inc., processou a Touch of Pink Cosmetics, um site que vende produtos de ex-consultores da Mary Kay a preços fortemente reduzidos. A empresa alega que a Touch of Pink interfere em seus negócios oferecendo a compra de estoque de Consultoras de Beleza Independentes descontinuadas, e que o uso da marca Mary Kay pela Touch of Pink em referência aos produtos Mary Kay que ela vende é enganoso. O júri decidiu a favor de Mary Kay e concedeu um julgamento de US $ 1,139 milhão.
Em 20 de julho de 2009, Mary Kay, Inc., processou a Pink Face Cosmetics por violação de marca registrada. A questão específica parece ser o uso do nome Mary Kay, na venda de produtos Mary Kay no eBay e em outros locais da Internet por menos do que o custo de atacado dos produtos.